# Max Joseph Husung
Max Joseph Husung (* 16. November 1882 in Zerbst/Anhalt; † 17. September 1944 in Helmstedt) war ein deutscher Bibliothekar und Einbandforscher. 

## Leben
Husung studierte Klassische Philologie und wurde 1910 an der Universität Greifswald promoviert. 1912 wurde er Volontär, 1914 Assistent an der Universitätsbibliothek Göttingen. 1915 wechselte er zunächst als Hilfsbibliothekar, ab 1919 als Bibliothekar an die Universitätsbibliothek Münster. Ab 1922 arbeitete als wissenschaftlicher Beamter an der Preußischen Staatsbibliothek in Berlin, wo er 1925 Leiter der Geschäftsstelle des Gesamtkatalogs der Wiegendrucke und 1927 dazu Leiter der Inkunabelsammlung wurde. Er begründete dort die „Einbandsammlung“.
Husung wurde im September 1933 aus politischen Gründen aus dem Dienst entlassen und war damit der einzige wissenschaftliche Beamte der Preußischen Staatsbibliothek der aus rein politischen Gründen zwischen 1933 und 1945 aus dem Dienst ausscheiden musste.
Er gilt als Experte in den Hilfswissenschaften der Inkunabelkunde und der Einbandkunde des Mittelalters. Seine Schwerpunktthemen des romanischen Blindstempels und der gotischen Lederschnitteinbände und auch sein Streben nach der von ihm angeregten Beziehung zwischen Bucheinband und Graphik im Mittelalter beweisen, wie groß Husungs kunstgeschichtliches Interesse an der Einbandkunde war.: S. 175 Zeitlebens versuchte er, die Bedeutung des Bucheinbandes in ihren kunsthistorischen Kontext zu stellen. Eine seiner zentralen Forderungen war: „Die Forderung des Einbezuges der Geschichte des Bucheinbandes in die vergleichende Kunstgeschichte kann nicht oft genug erhoben werden“: S. 284
Die Einbandsammlung in der Staatsbibliothek zu Berlin und umfangreiche Sammlungen von Einbanddurchreibungen, die in der Einbanddatenbank erfasst sind, bilden die Grundlage einer Reihe weiterer Aktivitäten im Bereich der Einbandforschung.

## Veröffentlichungen (Auswahl)
- Bucheinbände aus der Darmstädter Landesbibliothek. In: Zeitschrift für Bücherfreunde. N.F. 14 (1922), S. 75–77.
- (Hrsg.): Der Einfluß der Klosterarbeit auf die Einbandkunst. In: Buch und Bucheinband. Aufsätze und graphische Blätter zum 60. Geburtstag von Hans Loubier.  Karl W. Hiersemann, Leipzig, 1923, S. 148–169.
- Bucheinbände aus der Preußischen Staatsbibliothek zu Berlin: in historischer Folge erläutert. Hiersemann, Leipzig 1925.
- Neues Material zur Frage des Stempeldrucks vor Gutenberg. In: Aloys Ruppel (Hrsg.): Gutenberg Festschrift zur Feier des 25jährigen Bestehens des Gutenbergmuseums in Mainz. Gutenberggesellschaft, Mainz 1925, S. 66–72.
- Das Restaurieren alter Bücher. Wiederherstellungsarbeiten an alten Büchern, Einbänden, auch Manuskripten sowie Ausführungen über das notwendige Verständnis für die Technik des Buches zur Beurteilung von Zeit und Herkunft alter Einbände. Wilhelm Knapp, Halle a.d.S. 1927.
- Eine neue Aldinen-Sammlung. In: Philobiblon, Jg. 3 (1930), Heft 7, S. 289–293.
- Dreimal das gleiche Lederschnittmotiv. In: Albert Hartmann (Hrsg.): Festschrift für Georg Leidinger, zum 60. Geburtstag am 30. Dez. 1930. Schmidt, München 1930, S. 123–126.
- Geschichte des Bucheinbandes. In: Handbuch der Bibliothekswissenschaft, hrsg. von Fritz Milkau. Bd. 1. Schrift und Buch. Bearb. von Hans v. Carolsfeld. Harrassowitz, Leipzig 1931, S. 666–716.
- Ernst Voullième. In: Zentralblatt für Bibliothekswesen, Jg. 48, 1931, S. 189–192.
- Vom Mittelalterlichen Bucheinband in Lübeck. In: Nordisk tidskrift för bok- och biblioteksväsen, Jg. 21 (1934), S. 113–120 (Digitalisat).
- Ein unbekanntes Signet des Inkunabel-Druckers Michael Garaldus in Pavia. In: Maso Finiguerra, Jg. 2 (1937).